# Condado de Zgierz
Condado de Zgierz (polaco: powiat zgierski) é um powiat (condado) da Polónia, na voivodia de Łódź. A sede do condado é a cidade de Zgierz. Estende-se por uma área de 853,71 km², com 161 012 habitantes, segundo o censo de 2007, com uma densidade de 188,6 hab/km².

## Divisões admistrativas
O condado possui:
Comunas urbanas: Głowno, Ozorków, Zgierz
Comunas urbana-rurais: Aleksandrów Łódzki, Stryków
Comunas rurais: Głowno, Ozorków, Parzęczew, Zgierz
Cidades: Głowno, Ozorków, Zgierz, Aleksandrów Łódzki, Stryków

## Demografia
População (dados de 31 de Dezembro de 2007):
|          | Total   | Total | Mulheres | Mulheres | Homens  | Homens |
| -------- | ------- | ----- | -------- | -------- | ------- | ------ |
|          | pessoas | %     | pessoas  | %        | pessoas | %      |
| Total    | 161 012 | 100   | 84 330   | 52,4     | 76 682  | 47,6   |
| Cidades  | 117 808 | 100   | 62 679   | 53,2     | 55 129  | 46,8   |
| Povoados | 43 204  | 100   | 21 651   | 50,1     | 21 553  | 49,9   |